# 蚋式教練/戰鬥機
Folland Gnat是英國佛蘭德航空公司 （Folland Aircraft）發展的一種輕型戰術戰鬥機，它的多用途獲得英國皇家空軍、芬蘭空軍以及印度空軍的採用。

## 發展概述
- 1950年，英國軍方展開計畫新一代輕型戰術戰鬥機
- 1952年，由佛蘭德航空公司 （Folland Aircraft）負責開發

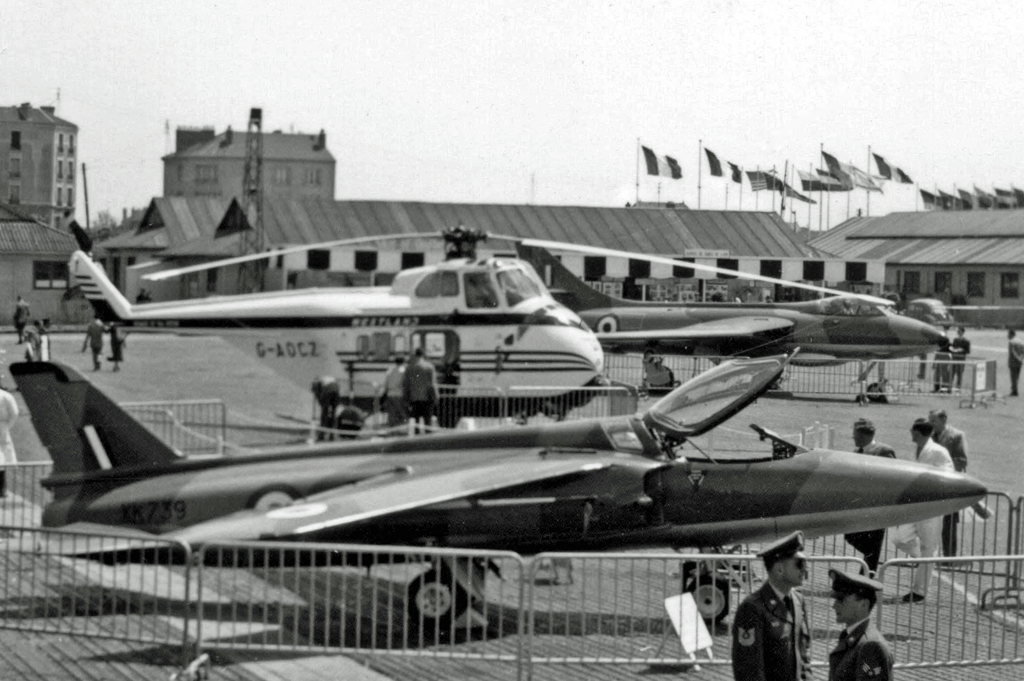
單座型的Gnat F.1戰鬥機(1957年巴黎航展)

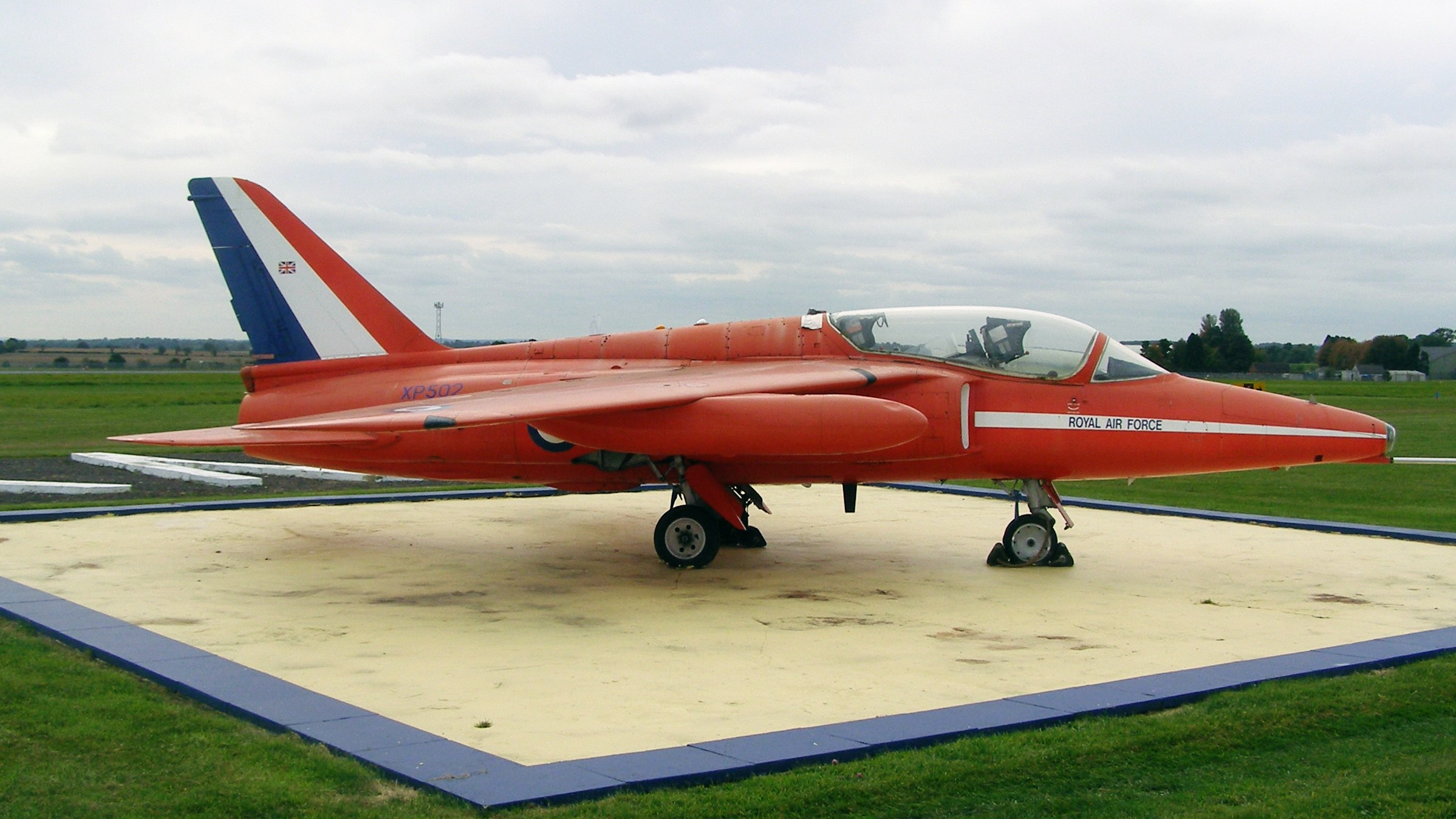
2009年展示的Gnat T.1

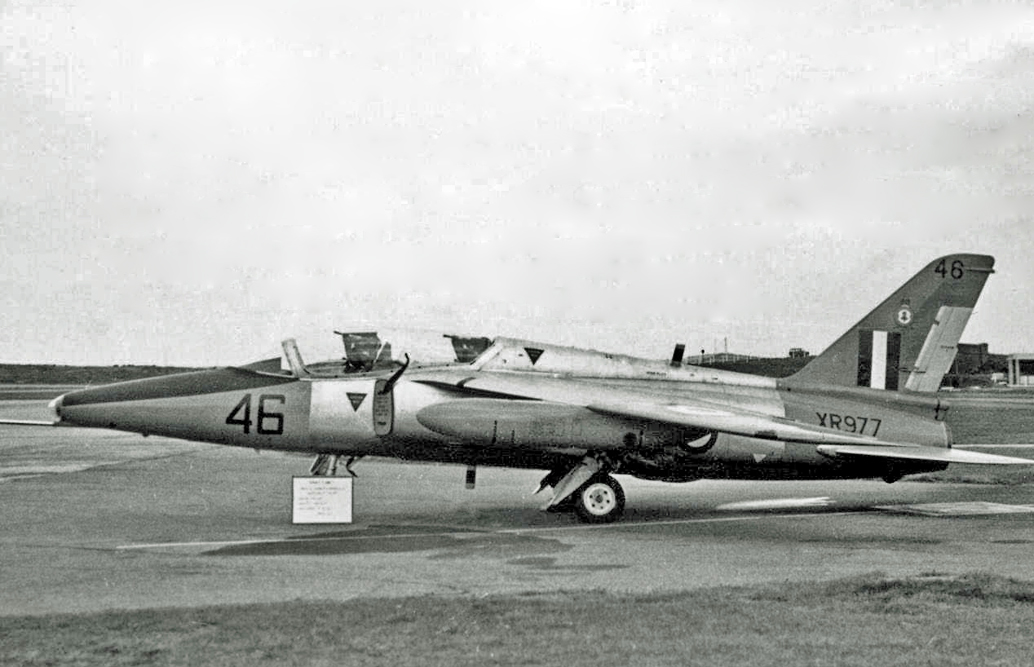
1967年皇家空軍第4飛行訓練學校的Folland Gnat T.1

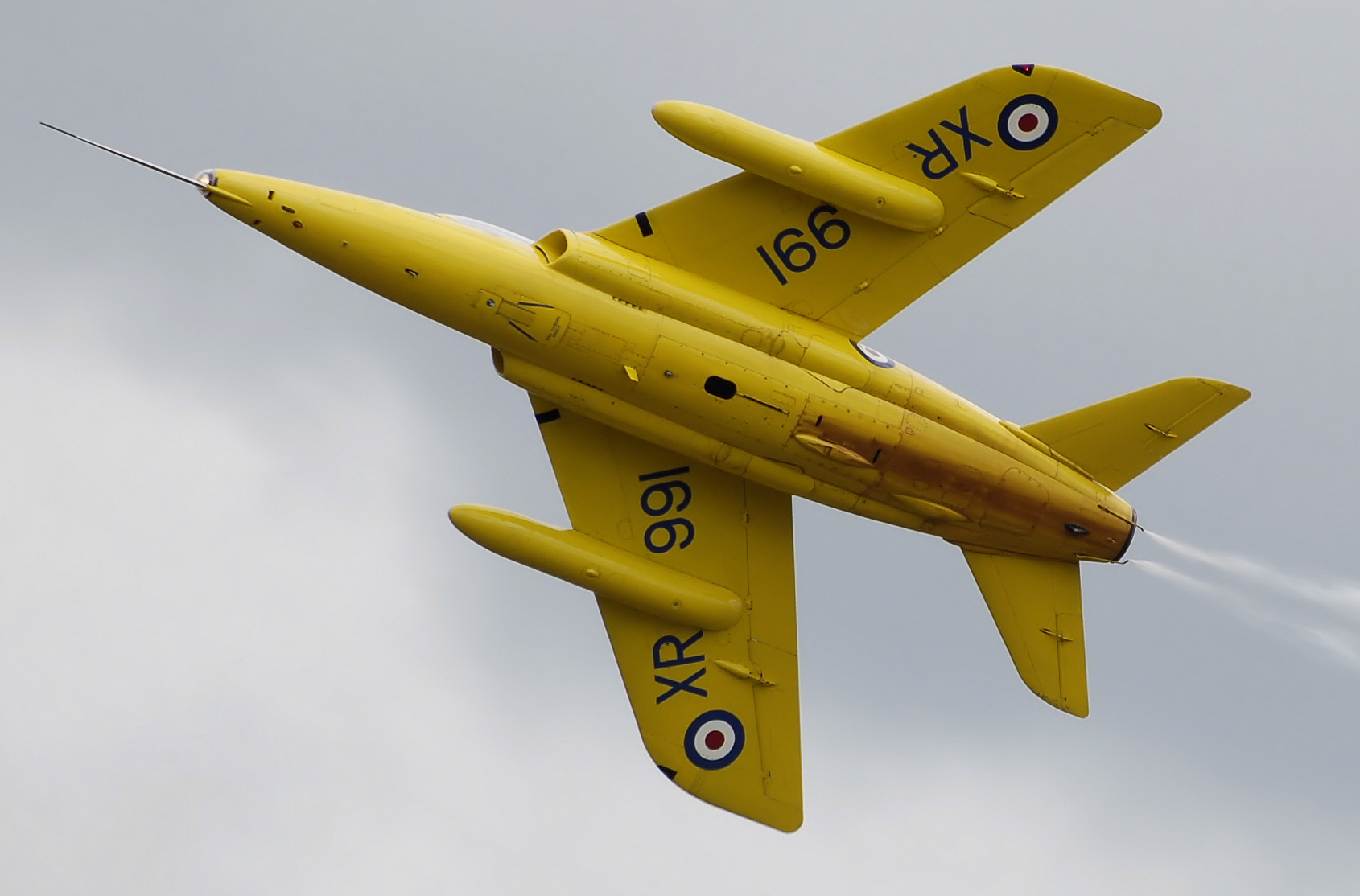
黄夹克飞行表演队塗裝(Yellowjacks)的展示機

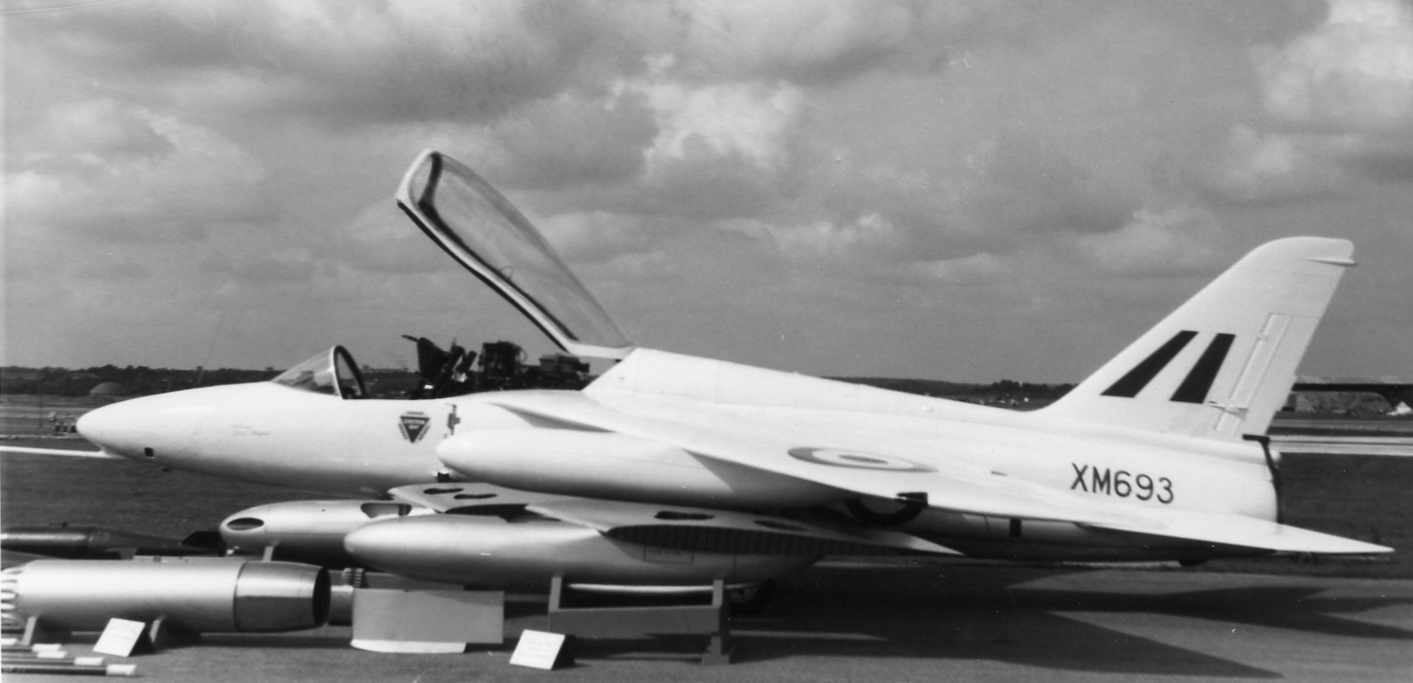
Gnat T.1的原型機,機號XM693

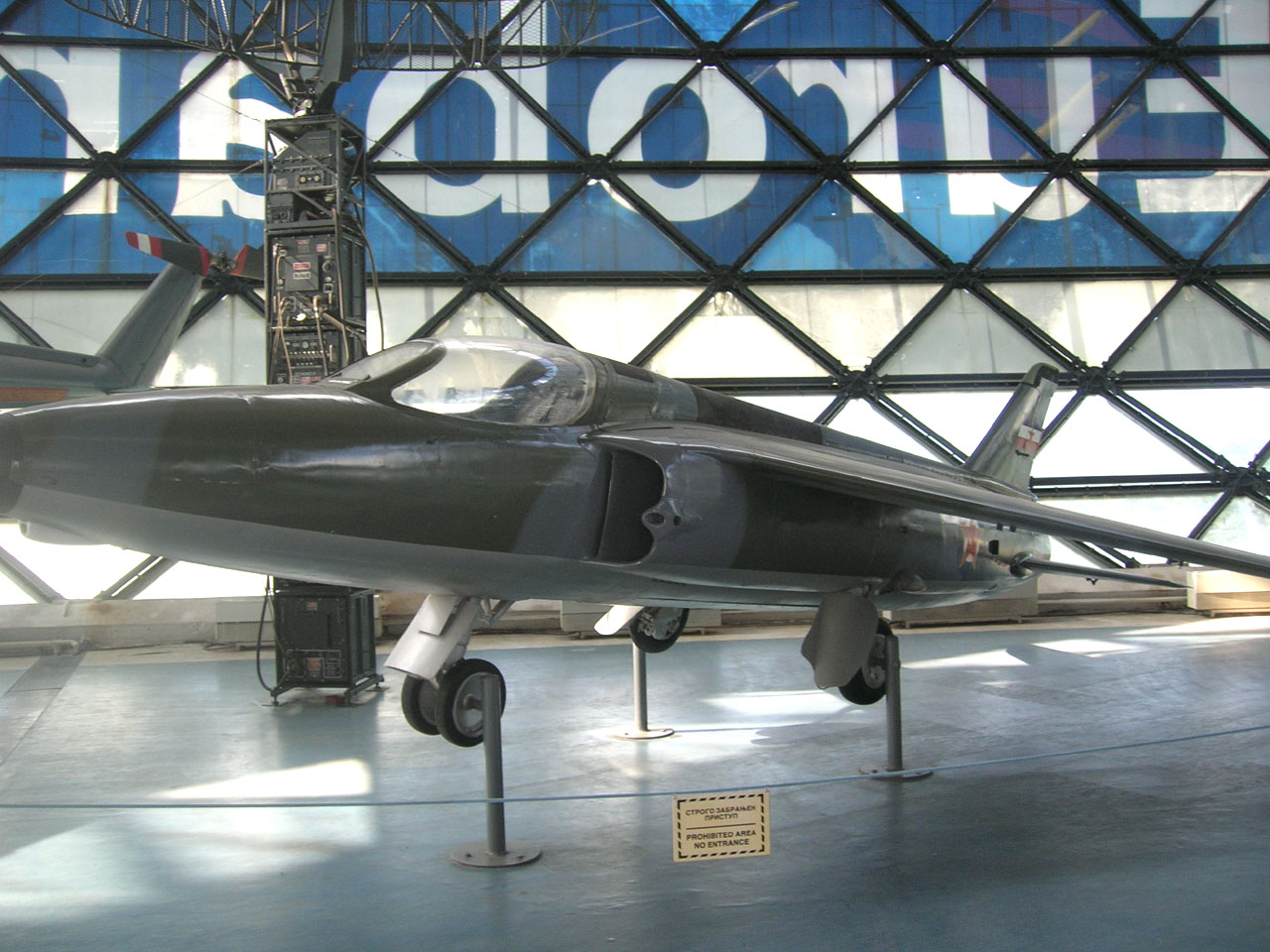
南斯拉夫空軍塗裝的Folland Gnat

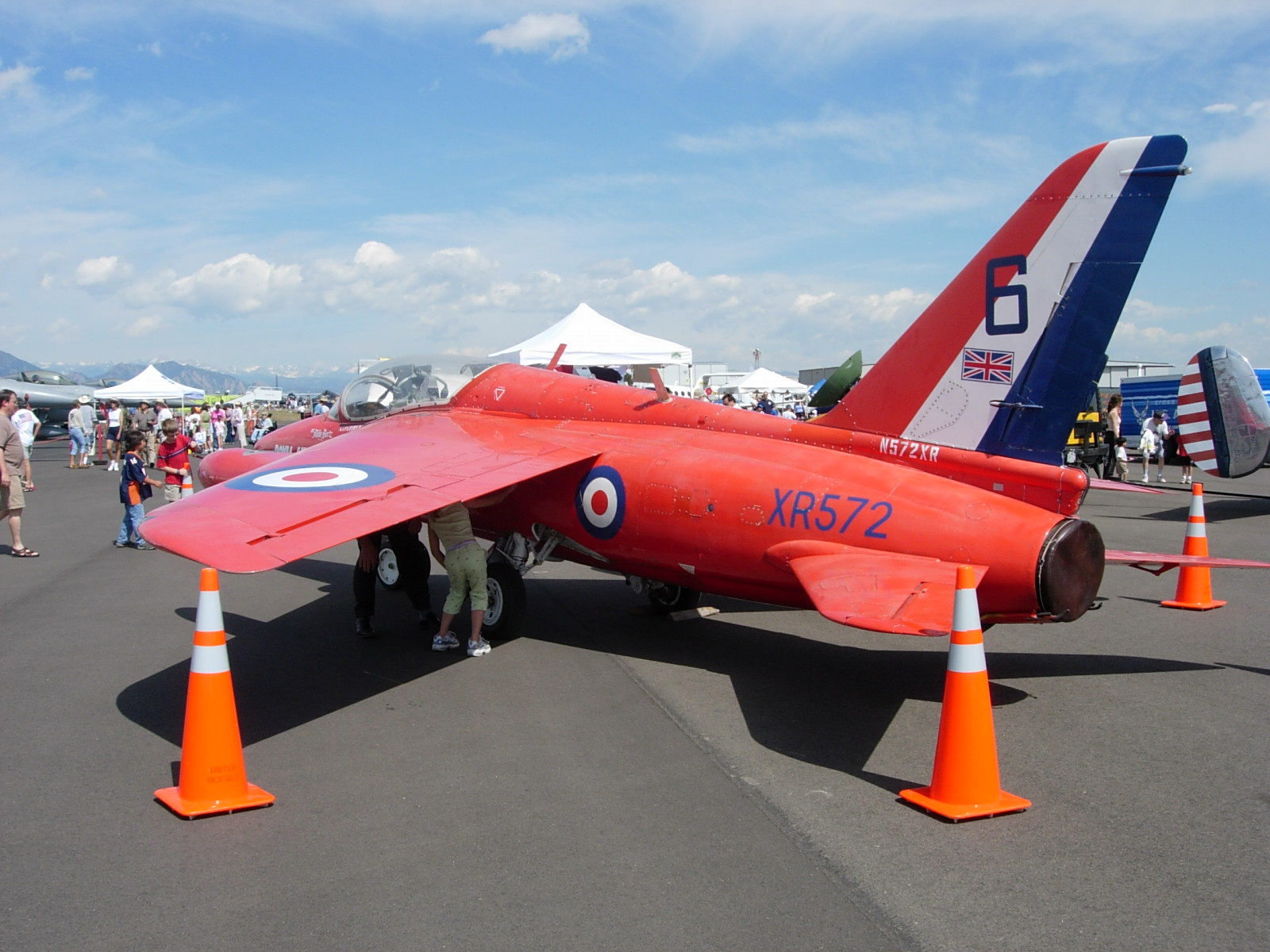
Folland Gnat T.1 'XR572/N572XR' 採紅箭飛行表演隊的塗裝June 2006.

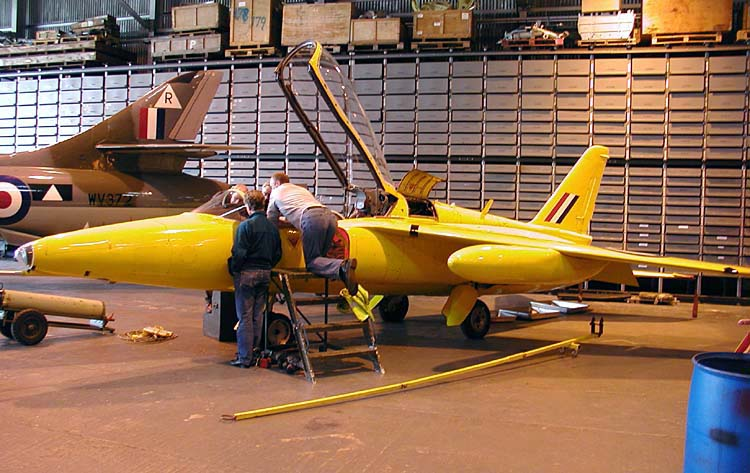
一架私人收藏的 Folland Gnat T.1

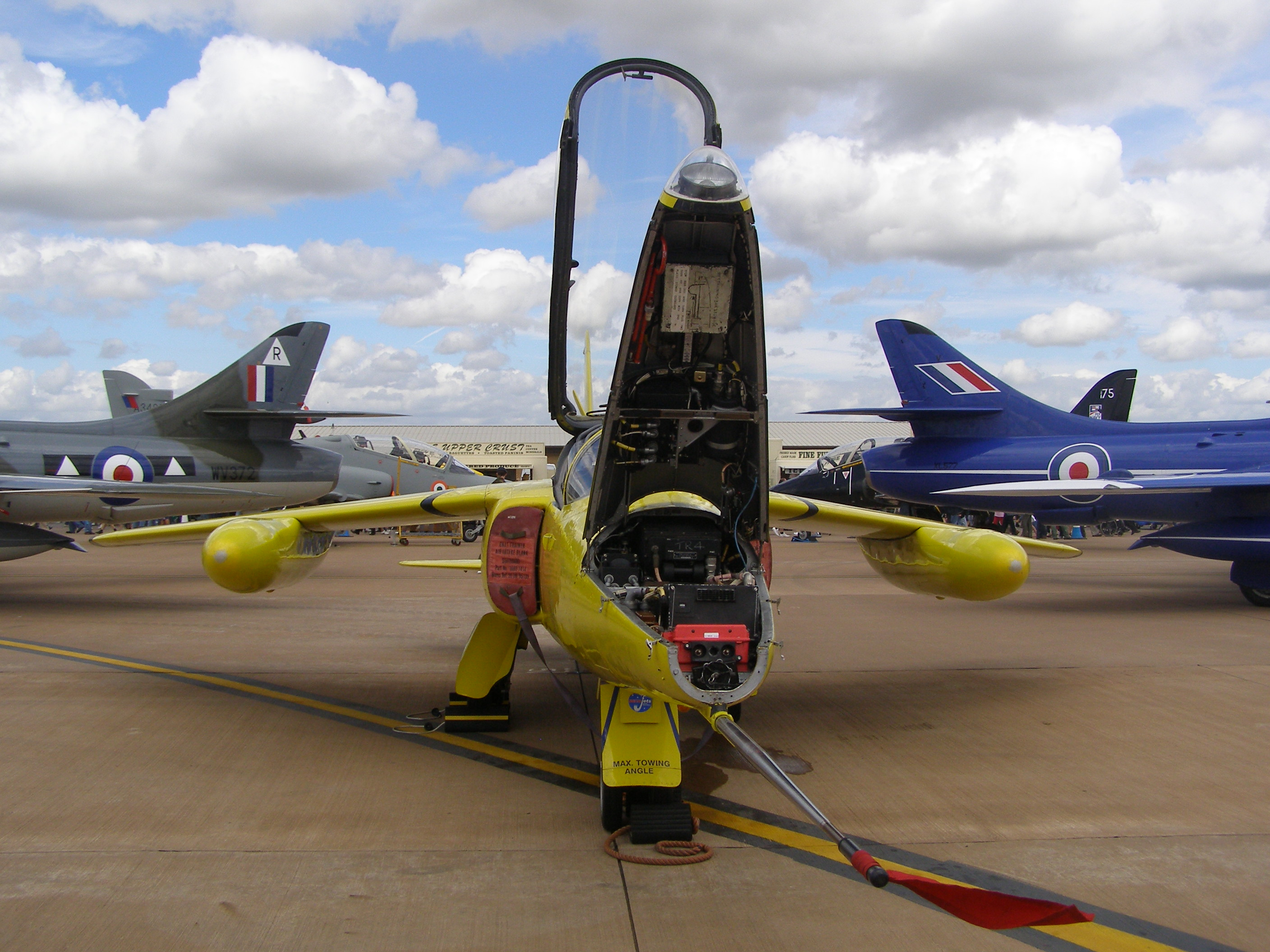
航空秀時展示機鼻的Gnat T.1

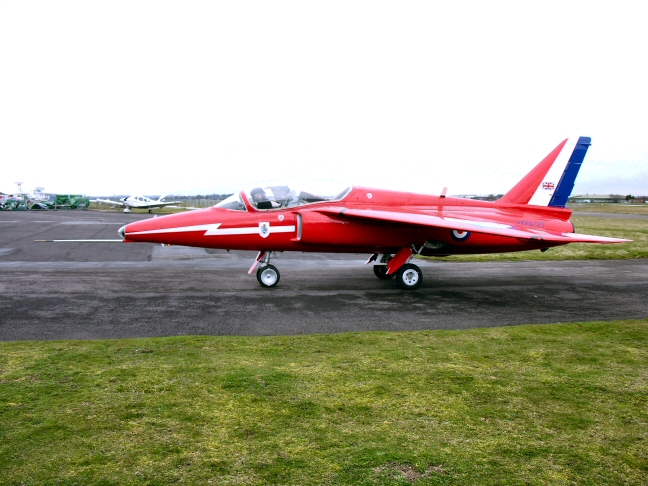
紅箭飛行表演隊的機號XR537表演機

## 設計特點
一反當時追求速度更快、飛行高度更高的潮流(如：F-104)，而是追求「操作靈活、容易整備」。

## 缺點
續航力差、對地攻擊能力不足，故英國皇家空軍並未採用為制式戰機。
只有英國皇家空軍的紅箭飛行表演隊有採用單座型(1965~1979年)。
其餘單位僅採購雙座教練型，到1979年除役。

## 私人收藏
雖在英國皇家空軍服役，但是卻無特別突出戰功，而操縱性能卻相當不錯，同時改裝容易造型好看，仍然被不少私人來收藏，是歐洲航空秀中的常客。

## 衍生型號
- Fo.140 Gnat：原型機
- Fo.141 Gnat
  - Gnat F.1：單座型的輕型戰鬥機,外銷芬蘭、印度及南斯拉夫空軍
  - Gnat FR.1：外銷芬蘭的偵照型(在機鼻安裝70mm的 Vinten相機)
- Fo.142 Gnat / Gnat F.2：改用更有力道的引擎以及改用更薄的機翼(無生產)
- Fo.143 Gnat / Gnat F.4：由F2型改用更好的雷達(無生產)
- Fo.144 Gnat Trainer / Gnat T.1：英國皇家空軍的雙座型105架
- 无敌战斗机（英语：HAL Ajeet）：印度空軍參考Gnat F.1發展的戰機
- HAL Ajeet Trainer：印度空軍的雙座版本，基本上由HAL Ajeet 而來與英國皇家空軍的雙座型Gnat T.1版本不同。

## 使用國
- 芬兰:
- 印度:
- 英国:
- 南斯拉夫:
  - 南斯拉夫空軍 曾引進2架進行評估.

## 性能諸元 (Gnat F.1)
- 全長：8.74m
- 翼展：6.75m
- 全高：2.46m
- 空重：2,175kg
- 作戰起飛重量：5,500kg
- 引擎：Bristol Siddeley Orpheus 701-01引擎×1
- 最大速度：1,120 km/h
- 作戰範圍：800 km
- 武裝：亞丁30毫米轉輪式機炮×2，500 lb (227 kg)炸彈 ×2 or 18x 3 in (76 mm) 火箭彈×2

## 相關電影
- 1991年美國福斯電影-機飛總動員(Hot Shots!)劇中美國海軍飛行員-托普哈里駕駛的座機，由查理辛飾演(Charlie Sheen)

## 相關連結
- 世界の傑作機：Folland Gnat(蚋式)戰機(・ω・)/ - 小站航太館 - 軍事與科技 - 台灣小站
- "Aspects of the Gnat" （页面存档备份，存于）
- Folland Gnat Trainer （页面存档备份，存于） - description in Flight with cutaway
- De Havilland Aviation Ltd - operates the only airworthy former Red Arrows Gnat in Europe, XR537 (G-NATY)
- Thunder and Lightnings（页面存档备份，存于）
- Cockpit restoration of XM692
- The Wolfpack in action （页面存档备份，存于）